# 莫爾豪斯 (密蘇里州)
莫爾豪斯（英語：Morehouse）是位於美國密蘇里州新馬德里縣的城市。

## 人口
根據2020年美國人口普查的數據，莫爾豪斯的面積為2.08平方千米，皆為陸地。當地共有人口741人，而人口密度為每平方千米356人。